# Scarabaeus basuto
Scarabaeus basuto är en skalbaggsart som beskrevs av Zur Strassen 1962. Scarabaeus basuto ingår i släktet Scarabaeus och familjen bladhorningar. Inga underarter finns listade i Catalogue of Life.